# NGC 4920
NGC 4920 је галаксија у сазвежђу Девица која се налази на NGC листи објеката дубоког неба.
Деклинација објекта је - 11° 22' 42" а ректасцензија 13h 2m 4,2s. Привидна величина (магнитуда) објекта NGC 4920 износи 13,5 а фотографска магнитуда 14,1. NGC 4920 је још познат и под ознакама IC 4134, MCG -2-33-94, PGC 44958.